# Боже, захисти Нову Зеландію
Боже, захисти Нову Зеландію (англ. God Defend New Zealand) — один з двох офіційних гімнів Нової Зеландії. Був прийнятий 21 листопада 1977 року. Гімн також перекладено на мову маорі.

## Історія
Вірші були написані в 1870-х роках Томасом Брекеном, жителем Данідіна ірландського походження, який захоплювався масонством. У 1876 році газета The Saturday Advertiser («Суботні оголошення») оголосила конкурс на найкращу музику до цього твору. Комісія з трьох мельбурнських музикантів присудила приз в десять гіней уродженцю Тасманії Джону Джозефу Вудсу. Вперше пісня була виконана на Різдво того ж року в «Королівському театрі» Данідіна. У 1878 році оклендський суддя Томас Сміт на прохання губернатора Джорджа Грея зробив вільний переклад гімну на мову маорі.
У 1940 році новозеландський уряд придбав авторські права на пісню, вона виконувалася на Іграх Британської імперії з 1950 і на Олімпійських іграх з 1972 року. У 1976 році в парламент була подана петиція з вимогою офіційного затвердження гімну. У 1977 році Єлизавета II привласнила God Defend New Zealand рівні права з гімном God Save The Queen.

## Текст
У сучасній версії повний текст не використовується. Зазвичай перший куплет виконується мовою маорі, а другий — англійською. Іноді співаються також другий і третій куплети. Четвертий же і п'ятий не виконуються практично ніколи.